# Estádio El Coliseo de Mitre y Puccini
O Estádio El Coliseo de Mitre y Puccini, anteriormente denominado Estádio “Villa Dálmine”, é um estádio argentino que fica na localidade de Campana, pertencente ao partido homônimo, no norte da província de Buenos Aires. Foi inaugurado em 20 de junho de 1961, quatro anos após a fundação do clube local, o Villa Dálmine. É neste estádio que tem capacidade para aproximadamente 11.250 espectadores que o Villa Dálmine manda seus jogos de futebol.

## História
Em 14 de abril de 1961, o Villa Dálmine afiliou-se a Associação do Futebol Argentino (AFA) e no mesmo ano estreou no Torneo de Aficionados (atual Primera D, quinta divisão do futebol argentino), um campeonato amador organizado pela AFA. Seus primeiros jogos como mandante foram disputados no Estádio Municipal, já que seu estádio ainda estava em construção; o estádio “Villa Dálmine” foi inaugurado em 20 de junho do mesmo ano com um amistoso do Villa Dálmine ante o Atlanta.
Durante os anos de 2011 e 2012, após várias tentativas, o estádio finalmente conseguiu se separar definitivamente da empresa Tenaris Siderca, e o Villa Dálmine tornou-se o único administrador e proprietário do terreno correspondente ao estádio.
Em 21 de setembro de 2012, as luzes do estádio foram reinauguradas para receber uma partida amistosa entre o Villa Dálmine e um selecionado sub-20 do Boca Juniors. Assim, o palco voltou a receber jogos noturnos depois de 18 anos, já que a última partida disputada à noite no estádio datava de fevereiro de 1996.
No final de 2013, uma das arquibancadas recebeu o nome de Juan Carlos Calabró, um ilustre torcedor do clube. Antes disso, foi inaugurada a arquibancada Roberto Frattini cujas obras começaram em 16 de julho de 2011, e que após sua conclusão, elevou para a capacidade total do estádio para 11.250 espectadores.